# Karaí Octubre (película)
Karaí Octubre es un cortometraje de ficción de Argentina dirigida por el correntino Braian Lopez filmada en octubre de 2023 en la Ciudad de Corrientes, su estreno esta previsto para 2025 y cuenta con una nómina actoral conformada por Jaqueline Romero, Sabina Buss y  Horacio "Chirola" Fernández, renombrado actor del NEA que recientemente estuvo en la producción de Netflix Granizo (película) junto con el reconocido actor Guillermo Francella.

## Producción
El proyecto resultó ganador en representación de Corrientes del  tradicional concurso Historias Breves organizado por el Instituto Nacional de Cine y Artes Audiovisuales (INCAA), que busca promover la realización de cortometrajes en manos de nuevos talentos en todo el territorio nacional. 
Fue filmado en su totalidad en la Ciudad de Corrientes en octubre de 2023, aprovechando la ocasión de grabar en el mes dónde transcurre la festividad de la mitología guaraní en la que está basado, el Karaí Octubre.   
El ritual consiste en que en cada hogar se prepare una amplia variedad de platos típicos para recibir octubre (Yopará, locro, etc) para así alejar la escasez de alimentos durante todo el año. El título de la película remite al protagonista de esta leyenda, el Karaí, un duende que sale todos los 1 de octubre a recorrer las casas para ver quiénes tienen suficiente comida, encargandose de vigilar, y al pasar por las casas debe comprobar que hay suficiente comida y que sea compartida entre familiares, amigos y vecinos. A quienes no siguen esta tradición los castiga con miseria, y a quienes la siguen, con la abundancia.
La historia mezcla problemas socioculturales actuales en una historia de lucha generacional entre una madre y una hija, está inspirada en las vivencias del director con su familia, siendo abordado desde una mirada personal, conmovedora y sentimental en la vinculación entre la comida, la historia y la cultura que envuelven a la mística tierra del payé.  El elenco y equipo técnico está compuesto por un equipo de jóvenes promesas y grandes referentes del cine regional, conformando un híbrido litoraleño con personas de Corrientes, Chaco, Misiones y Entre Ríos. 

## Sinopsis
Cada primer día del mes de octubre se celebra la festividad guaraní del Karaí Octubre, regalando comidas típicas para los clientes en su honor, pero con la casa de comidas familiar a punto de irse a la quiebra, Victoria quién asume como nueva propietaria, toma la drástica decisión de no seguir con la tradición, desatando así los problemas con su madre Dolores, en una lucha generacional por el rumbo del negocio. 

## Reparto
- Jaqueline Romero como Victoria
- Sabina Buss como Dolores

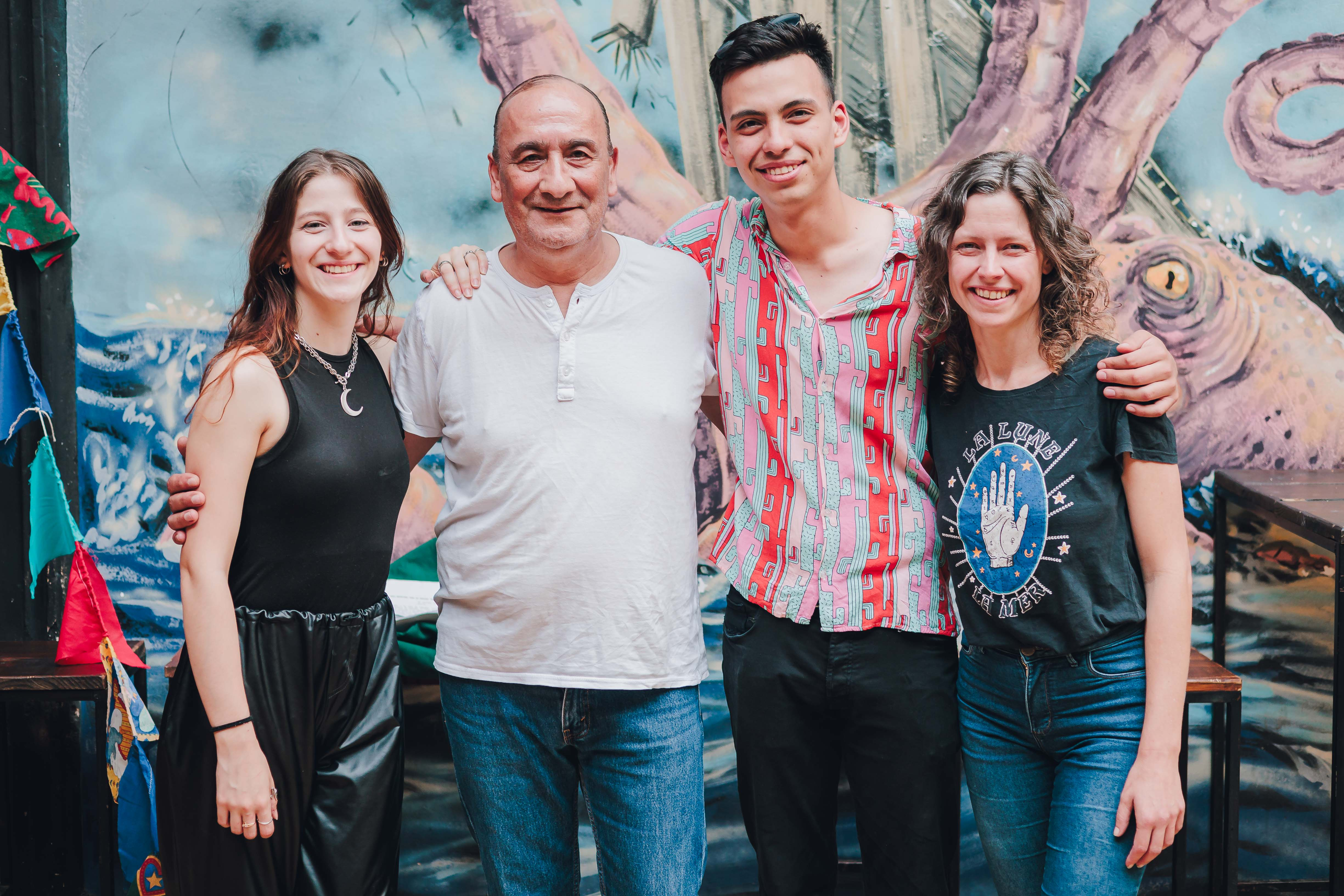
El elenco de la película junto con su director Braian Lopez

- Horacio "Chirola" Fernández como José